# Triệu Thị Trinh
Triệu Thị Trinh (Chữ nôm: 趙氏貞), auch Triệu Ẩu (趙嫗) oder Bà Triệu (婆趙, Lady Triệu) (* 225; † 248) war eine vietnamesische Heerführerin.
Über die vietnamesische Heeresführerin Triệu Thị Trinh ist in dem Geschichtswerk Đại Việt sử ký toàn thư Folgendes zu lesen: Zu Zeiten der chinesischen Besetzung Vietnams im Jahre 248 habe sie ein Heer gebildet und geführt. Dabei sei sie meist auf dem Kopf eines Elefanten geritten, dabei lagen ihre Brüste auf den Rücken gebunden. Sie sei schließlich von den Chinesen besiegt worden.